# Ћемовско поље
Ћемовско поље је крашко поље, део Зетске равнице у Црној Гори. Налази се југоисточно од Подгорице између река Мораче, Цијевне и Рибнице. Захвата површину од 55,5 km², на дужини од 11 и ширини од 7 километара. Земља је засута флувиоглацијалним шљунком и песком. У пољу се налазе хумови: Љубовић (112 м), Зеленика (166 м) и Срска гора (95 м).
Клима је измењено медитеранска, са врућим летима и хладним зимама. Већи део се користи као пашњак. Изградњом иригационе мреже постаје значајно виноградарско и воћарско подручје (брескве). Део Ћемовског поља, који је ближи Подгорици све се више урбанизује. Ћемовско поље је име добило по албанској речи за реку Цијевну — „Cem“.
У Подгорици гомиле шљунка од ког су и састављене обале Мораче и Рибнице и читаво Чемовско поље, називали су ђер и џера (турски називи).